# Yorkshire terrier
El yorkshire terrier (también conocido popularmente como  Yorkie) es una raza británica de perro miniatura de tipo terrier. Se trata de uno de los terriers, y en general de los perros, más pequeños, con un peso de no más de 3,2 kg,  energéticos y juguetones, utilizados usualmente como perro de compañía.

## Historia
La raza se originó en Yorkshire, de donde toma su nombre, y la contigua Lancashire, una escarpada región al norte de Inglaterra. A mediados del siglo XIX, obreros procedentes de Escocia llegaron a Yorkshire en busca de trabajo, trayendo consigo diferentes variedades de pequeños terriers. La cría del yorkshire terrier fue realizada principalmente por trabajadores (en su mayoría de los molinos o fábricas de algodón y lana) en los condados de Yorkshire y Lancashire. Desafortunadamente los detalles acerca de la raza son escasos; A. Foster es citada diciendo en 1886: «Si tenemos en cuenta que fueron los trabajadores de los molinos quienes dieron origen a la raza... y siendo casi todos hombres ignorantes, que no estaban acostumbrados a divulgar información para uso público, podemos entender la razón del por qué es difícil conseguir datos fiables».
Lo que se sabe es que la raza surgió de tres perros diferentes, un macho llamado Old Crab y una hembra llamada Kitty, mientras que el nombre de la tercera hembra se desconoce. También figuraron entre los primeros animales que dieron origen a la raza el paisley terrier, una versión más pequeña del skye terrier que fue criado por su pelo largo, hermoso y sedoso, el waterside terrier, y el clydesdale terrier. Algunas autoridades creen que el Maltés también fue utilizado. A. Foster lo sintetizó de la siguiente forma: «Fue completa y originalmente creado a partir de los terrier de Escocia y se muestra como tal... el nombre de yorkshire terrier le viene dado a cuenta de haber sido perfeccionado en Yorkshire».
No fue hasta finales de 1865 cuando un perro de exposición llamado Huddersfield Ben (que era un paisley terrier con tipo de yorkshire terrier), propiedad de una mujer que vivía en Yorkshire, Mary Ann Foster, fue visto en las exposiciones caninas en toda Gran Bretaña, y definió el estándar de la raza denominada yorkshire terrier. El nombre oficial de la raza se adoptó en 1870.

### Huddersfield Ben

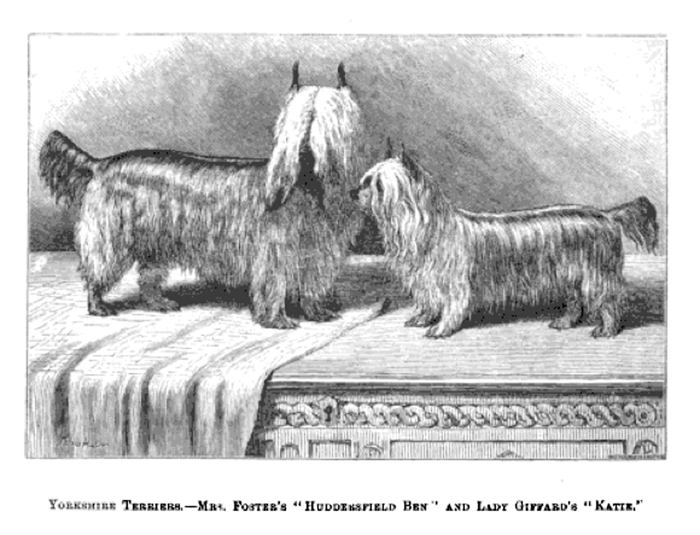
«Huddersfield Ben» con su hija «Katie» alrededor de 1870

Huddersfield Ben (ca. 1865 – 23 de septiembre de 1871) fue un perro famoso, su retrato fue pintado por George Earl y, en 1891 una autoridad en la raza escribió: «Huddersfield Ben fue el mejor semental de su raza a lo largo de su vida, y uno de los perros más notables de cualquier raza animal que jamás haya existido, y la mayoría de los ejemplares en las exhibiciones de hoy tienen uno o más cruces de su sangre en su pedigrí».

Como ganador del evento, Huddersfield Ben se convirtió rápidamente en el tipo de perro que todos querían, y a través de sus cachorros definió la raza tal y como se conoce hoy en día. El perro falleció a la corta edad de 6 años. 

Yorkie de un año de edad

Después de la muerte del perro, su cuerpo fue preservado y se mantuvo en una vitrina, lo que permitió a muchos ver a un animal famoso aún después de su muerte. A pesar de su corta vida, Huddersfield Ben es responsable de producir la mayor parte de la base fundacional del yorkshire terrier, por lo que se considera el «padre de la raza».

### Popularidad
Durante la Era victoriana, la raza fue popular como mascota y perro de exposición en Inglaterra, y entre las costumbres victorianas que los estadounidenses abrazaron estuvo también la del yorkshire terrier. Su primera aparición en una exposición canina tuvo lugar alrededor de 1880, e inmediatamente encontró una gran aceptación en el público, llegando a ocupar el primer lugar en las razas inglesas y convirtiéndose en uno de los perros de compañía más difundidos en todo el mundo. 
La popularidad de la raza decayó en la década de 1940, cuando el porcentaje de perros de razas pequeñas registrados disminuyó a un mínimo histórico del 18% en las matriculaciones totales de América. Un ejemplar llamado Smoky, fue un perro famoso durante la Segunda Guerra Mundial, y se le acredita por haber renovado el interés en la raza. De acuerdo a los registros, el yorkshire terrier fue la raza más popular en los Estados Unidos en 2002. 

## Temperamento

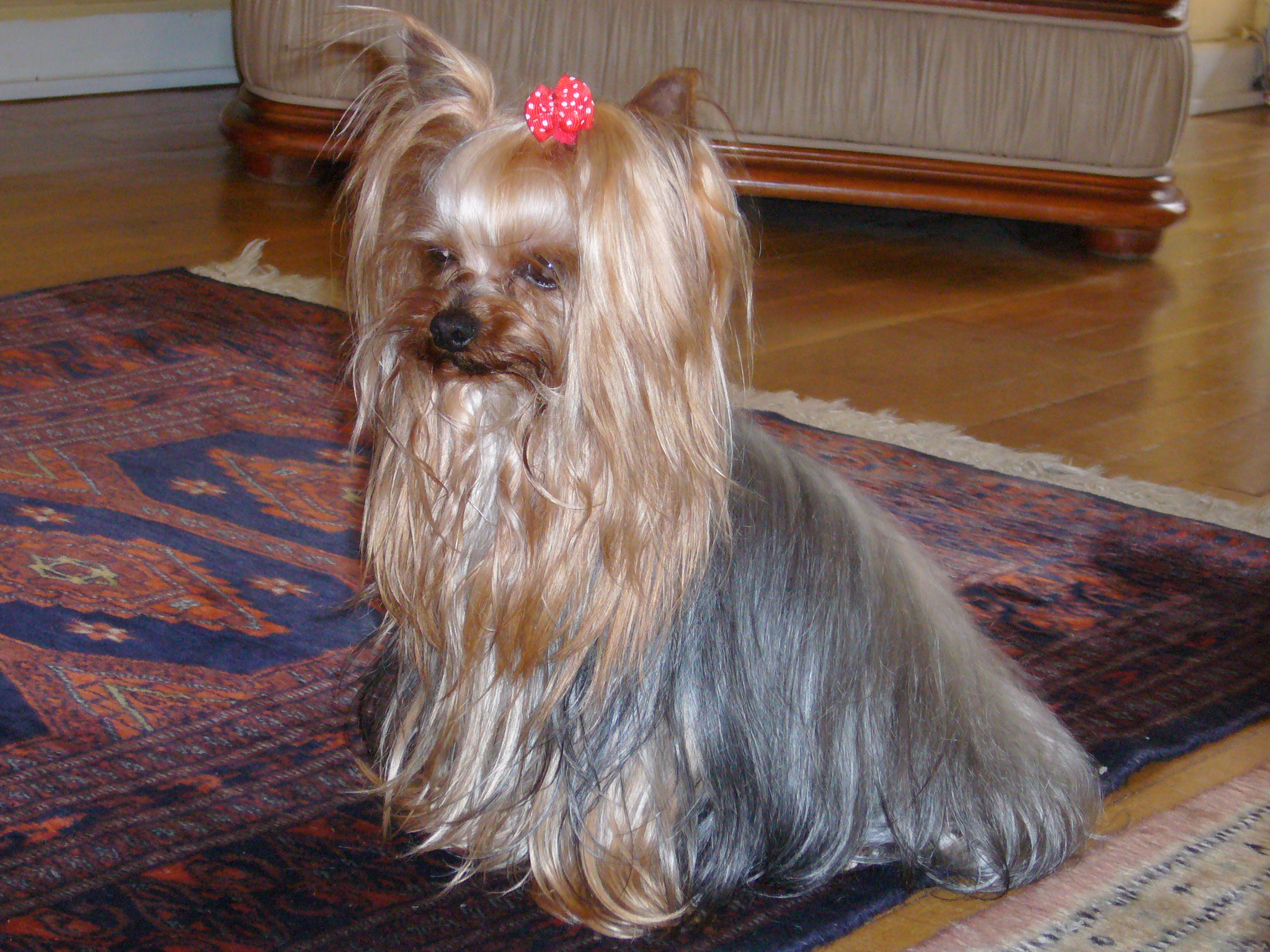
Yorkie de tres años de edad con su característico pelo largo

Aunque pequeño, el yorkshire posee las características de valor y tenacidad propias de los terrier. El yorkshire admite gustosamente a toda clase de gente. Es activo, sobreprotector, le encanta ser el centro de atención, y no mostrará el temperamento apacible que se ve en los perros falderos (lo que es consecuencia de su naturaleza independiente para trabajar sin ayuda humana cuando fue criado para cazar roedores). Es una raza fácil de adiestrar, siempre y cuando el propietario sea constante. Como cualquier perro, necesita ejercicio en relación con su capacidad y aptitud física.
Tienden a ladrar mucho, y esto los convierte en excelentes perros vigilantes, ya que harán sonar la alarma cuando alguien se acerca y parece amenazante. Si el ladrido excesivo se convierte en un problema, se puede resolver con un entrenamiento adecuado.
A nivel de inteligencia el yorkie ocupó el puesto 27 en la clasificación de Stanley Coren acerca de la inteligencia de los perros.

## Características
Las características de esta raza son: tamaño pequeño con un peso aproximado, de acuerdo al estándar de la raza, de 3,2 kg (7 libras) y su pelo es marrón, negro y gris. El yorkshire terrier más pequeño del mundo llamado Lucy (Acreditado por El libro Guinness de los récords) llegó a pesar 2.5 libras.
El yorkshire terrier original era un perro de unos 6 a 7 kilos (13lb a 15lb aprox.) de peso, y era utilizado para cazar ratas y otros roedores. Su disminución de tamaño y peso es debida a la selección artificial, aunque hoy en día aun existen yorkshire terriers con el peso original de la especie.

### Color de pelo
En los adultos, tradicionalmente, se da importancia al color del manto, calidad y textura. El pelo debe ser brillante, lacio y sedoso; tradicionalmente es largo con una partición en medio de la espalda, que «no debe impedir el movimiento». Desde la parte posterior del cuello hasta la base de la cola, el pelo debe ser de un color gris oscuro a un color negro, y el pelo de la cola debe ser de un negro más oscuro. En la cabeza, el pecho y las piernas, el pelaje debe tener un brillante y un rico tono tostado, más oscuro en las raíces que en el centro, que sombrea hasta tener un tostado ligero en las puntas. También, en los perros adultos, no debe haber pelos oscuros mezclados en ninguna parte del color tostado.

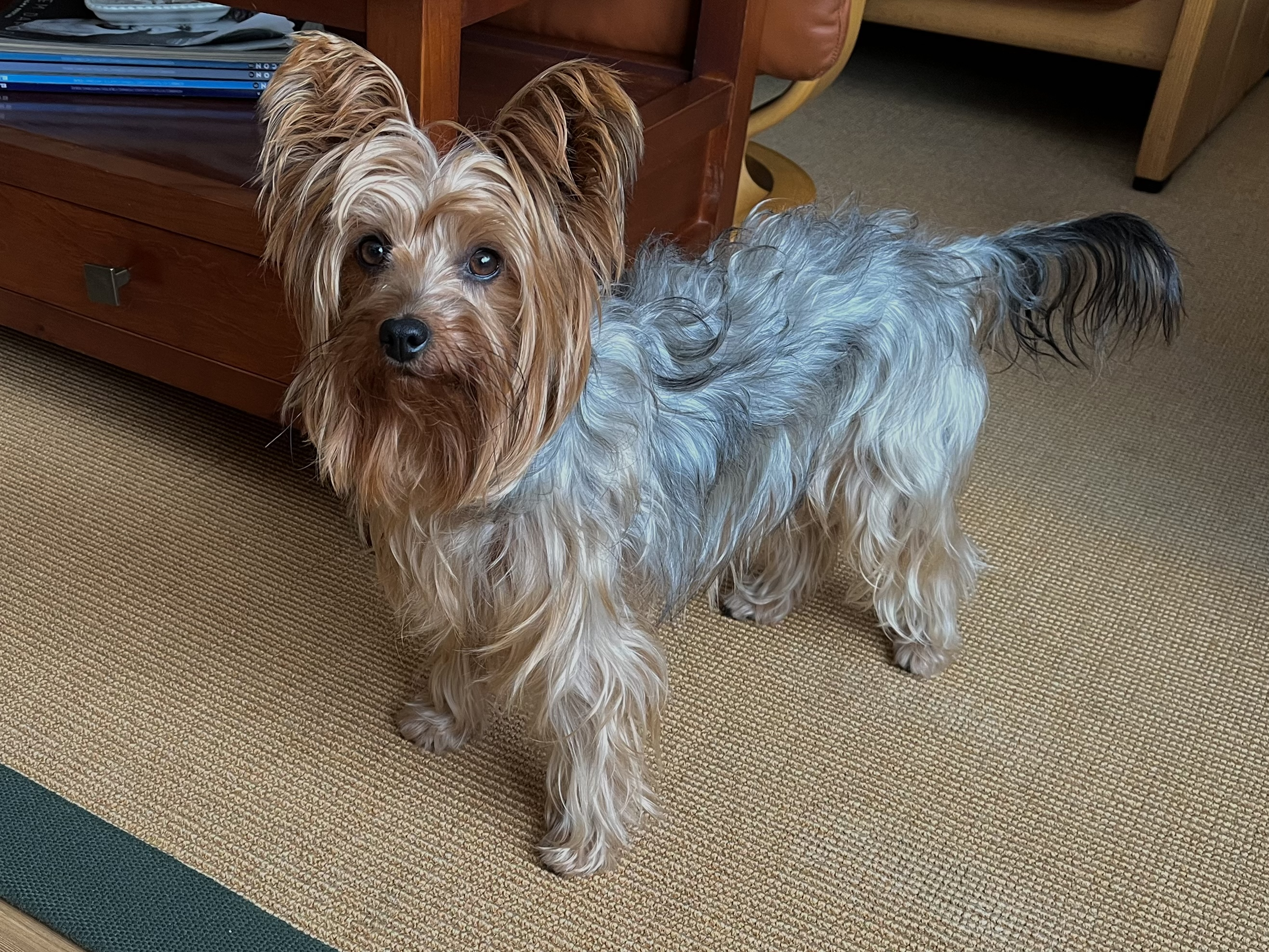
Yorkshire terrier de treinta meses de edad.

Los adultos que presentan otros colores en la capa exterior del pelo, o que tienen pelaje muy delgado y fino o de aspecto lanudo', son atípicos yorkshire terrier y debe evitarse reproducirlos de forma intencional. Además, el mantenimiento puede ser más difícil para los ejemplares de pelaje fino o con una textura «lanuda» o «algodón».
Una de las razones aducidas para no criar «fuera de la norma» es que el color podría ser un posible indicador de un defecto genético que puede afectar la salud del perro, un cuidadoso examen veterinario puede aclarar si existe algún riesgo o problema de salud.

### Pelaje del Cachorro

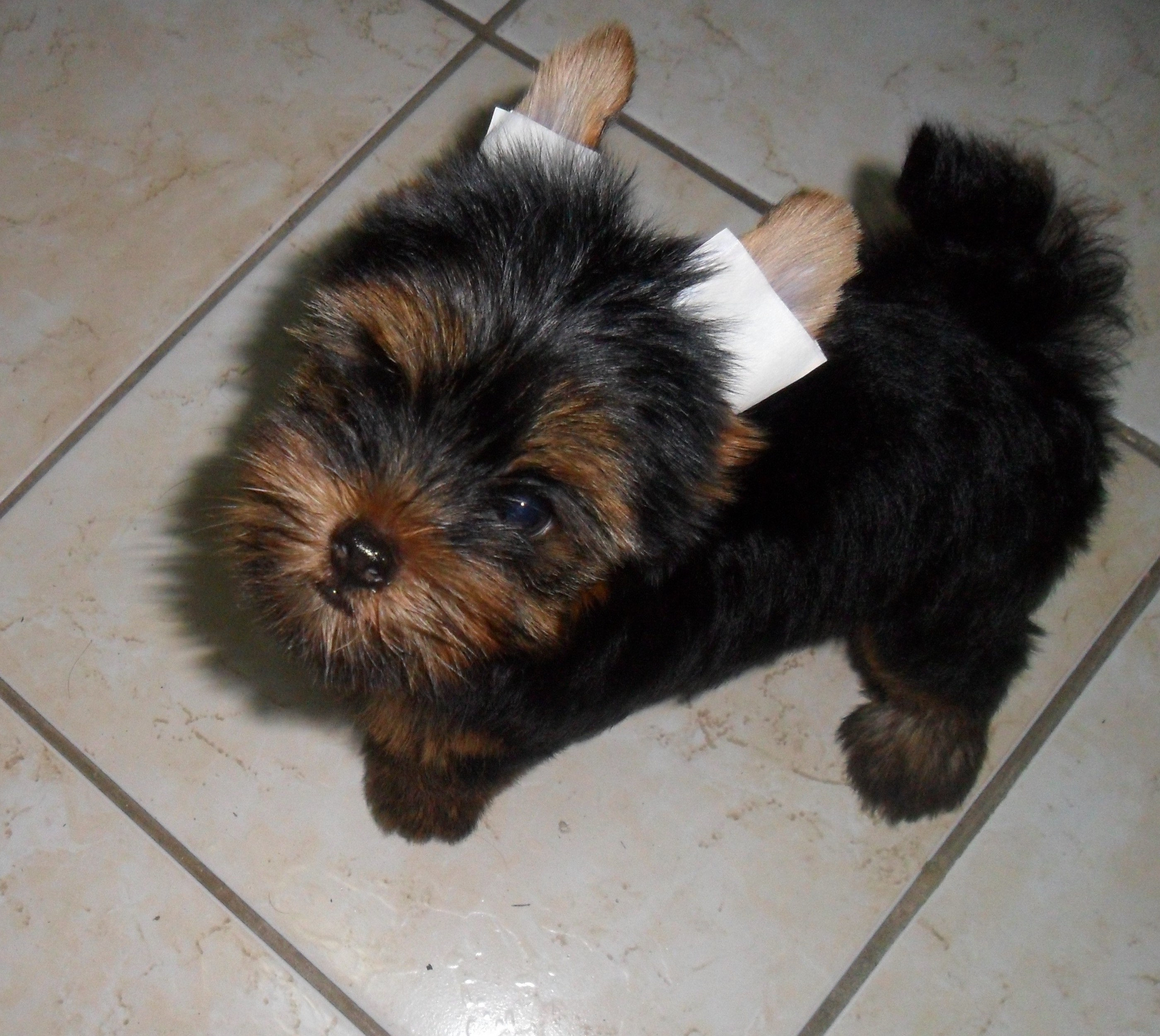
Cachorro de yorkie de cuatro semanas de edad, mostrando el típico pelo negro con áreas en la cara, patas y pecho de color tostado.

Un cachorro nace negro con manchas de color fuego en el hocico, por encima de los ojos, alrededor de las piernas, las patas y los dedos, en el interior de las orejas y la parte inferior de la cola. De vez en cuando algunos cachorros nacen con una «estrella» de color blanco en el pecho o en uno o más dedos de las patas. Pocos nacen con un tinte rojizo en su pelo, y es sólo cuando los padres también tienen esta característica. También es común encontrar parches blanco en una o más de las uñas. Estas marcas se van desvaneciendo con la edad, y por lo general desaparecerán en unos pocos meses.
Puede tomar hasta tres años o más para que el pelaje desarrolle su color permanente. El color final es generalmente negro/gris. En 1891, P. H. Combs, escribió quejándose de los premios otorgados a los cachorros, ya que el pelo del perro no está totalmente desarrollado y asentado hasta los tres o cuatro años de edad, y el honor de ganar un premio —para un cachorro— por lo tanto puede ser de poco beneficio práctico para el propietario, ya que el color del futuro perro adulto no puede ser exactamente predicho.

### Mantenimiento del pelo
Los propietarios pueden recortar el pelo para facilitar su manejo en casa o como mascota. Para una exposición canina el pelaje se deja largo, y puede ser recortado hasta que su longitud llegue al piso para facilitar el movimiento y un aspecto más pulcro. El pelo de las patas y las puntas de las orejas también se puede recortar.
El manto largo tradicional es de mantenimiento intenso. Para prevenir que se maltrate, la capa de pelo puede ser envuelta en papel de arroz, papel de seda, o plástico, después de un ligero aceitado con un poco de aceite de almendras. El aceite tiene que ser lavado una vez al mes y las envolturas deben fijarse periódicamente durante la semana para evitar que se deslicen hacia abajo y se lastime el pelo. El elaborado cuidado del pelaje se remonta a los primeros días de la raza. En 1878, John Walsh describe preparaciones similares: «el pelo está "bien engrasado" con aceite de coco, el perro se baña cada semana, y las patas del perro son "cuidadosamente metidas en medias."»

### Raza hipoalergénica

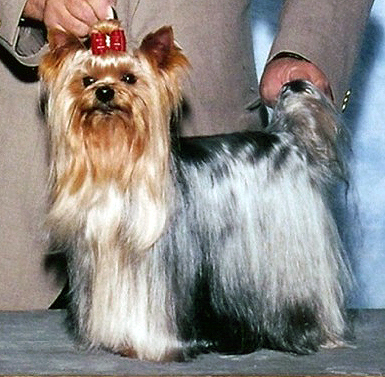
El pelo de un Yorkshire requiere cuidados específicos y constantes.

El típico pelo en la raza es fino, liso y sedoso. Ha sido catalogado por el AKC como una de las razas de perros hipoalergénicas. En comparación con otras razas, el yorkie no tira mucho pelo, perdiendo sólo pequeñas cantidades cuando se baña o cepilla, sin embargo, es la caspa y la saliva canina lo que desencadena más reacciones alérgicas. Los alergólogos consideran que a veces un paciente alérgico en particular será capaz de tolerar un perro en especial, pero están de acuerdo en que «la suerte de unos pocos con sus mascotas no se puede utilizar para adaptarla a todas las personas alérgicas y razas de perros». El pelaje del yorkshire terrier se dice que se cae solo cuando se le cepilla, o simplemente no pelecha. Aunque ninguna de estas declaraciones coinciden con lo que los biólogos, veterinarios y alergólogos saben acerca de las pieles de los perros. Los alergólogos «creen que hay diferencias en la producción de proteínas entre los perros que pueden ayudar a un paciente sí y otro no», lo que significa que algunas personas alérgicas podrían no tener reacciones alérgicas a un perro en específico, como el yorkie.

### Cría y cruce
Se recomienda para la cría que los machos y las hembras sean similares en fenotipo, ya que se busca ejemplares destacados por su tipicidad (que será lo más aproximada al estándar racial), libres de taras o enfermedades y sin las desviaciones que se especifican en el estándar racial, para poder obtener perros lo más homogéneos posibles. Ambos reproductores deben ser aptos para la cría, teniendo el macho capacidad por sí solo de realizar las montas y la hembra capacidad para poder gestar y amamantar la camada sin que su vida corra peligro.
La creencia de que el macho debe ser algo más pequeño que la hembra para facilitar la gestación o el parto, es falsa, ya que los fetos se desarrollarán en el vientre de la madre, en función a la capacidad y tamaño de la propia hembra.
Es importante realizar un seguimiento veterinario a la hembra durante su gestación, al igual que alimentarla con una dieta adecuada, para reducir, en la medida de lo posible los riesgos. Debido a que a veces puede haber dificultad durante el parto se puede planear una cesárea con antelación.
La hembra debe tener el tamaño adecuado para poder sacar una camada adelante, desestimando hembras con un tamaño o peso reducido, se debe evitar usar para la cría animales de menos de 2 kg, ya que los cachorros en pocos días alcanzarán un tamaño considerable dentro del seno materno, lo que puede provocar a la madre graves problemas. Como en cualquier otra raza, la cría debe ejercerse de forma responsable y con el único fin de mantener y mejorar la raza.

## Teacupo mini
Los clubes especializados de la raza o asociaciones caninas no reconocen el término «teacup» o tacita de té, al ser una palabra usada solamente como un truco publicitario para vender a los animales enanos o nacidos prematuramente. Estos perros no son reconocidos por las Asociaciones de Criadores oficiales ni pueden exhibirse en ninguna exposición canina o eventos patrocinados por la FCI, AKC o cualquier otro Kennel Club, ya que las características «teacup» van en contra de los estándares raciales reconocidos internacionalmente. El Club del Yorkshire Terrier en Alemania directamente advierte al público en general:
«No existe ninguna raza de mini/teacup yorkshire terrier. Quién lo dice está mintiendo y solo busca vender a base de fraude, permanezca lejos de estos personajes inescrupulosos.»
El tacismo u enanismo es una práctica controvertida de cría, y que es repudiada por criadores responsables, ya que el código de pautas éticas prohíbe a los criadores etiquetar a sus perros como teacup, mini o cualquier otro tamaño usado como apodo comercial. De acuerdo con Gale Thompson, del Yorkshire Terrier Club of América, para conseguir dimensiones tan reducidas se recurre a la selección de los animales más pequeños, frágiles y débiles para ser cruzados entre sí, realizando cruzas endogámicas indiscriminadas, lo que ocasiona un sinnúmero de problemas genéticos y enfermedades congénitas. Una moda en la que el perro es criado para apelar al público por su tamaño muy reducido y facciones de cachorro perpetuo, en lugar de ser criado para eliminar problemas de salud.
Los yorkie conocidos como mini, tacita de té, o en inglés teacup, será cualquier yorkshire terrier anormalmente pequeño o enano que cuando alcanza su desarrollo completo pesa menos de 2 kg. (4 libras). Hay muchos problemas de salud asociados con el enanismo de estos perros, como luxación de la rótula, enfermedades del corazón, hidrocefalia, hipoglucemia, fontanelas abiertas y convulsiones.

## Salud
Los problemas de salud que se ven frecuentemente en la raza pueden incluir: Problemas cardiacos, bronquitis, linfangiectasia, derivación portosistémica, cataratas, y queratitis seca. Además, a menudo tienen un sistema digestivo delicado, resultado en vómitos o diarrea por el consumo de alimentos fuera de su dieta regular. El tamaño relativamente pequeño del perro implica que, por lo general, tendrá mala tolerancia a la anestesia. Además, un perro tan pequeño como el Yorkie es más probable que se lastime o hiera por una caída, el juego impulsivo de otros perros o torpezas del propietario (ej. no ver por dónde camina). También pueden sufrir alergias en la piel y puede ocurrir alguna inflamación o pérdida de pelo como reacción a una inyección. 

### Longevidad
La esperanza de vida de un yorkshire terrier de entre 2 y 3 kg es de 15 a 20 años. Los yorkie de menos de 1,5 kg, por lo general, tienen una esperanza de vida más corta, ya que son particularmente propensos a problemas de salud, como diarreas y vómitos crónicos.